# Кобрелоа
«Кобрело́а» (ісп. Club de Deportes Cobreloa) — чилійський футбольний клуб з Калами. Заснований 1977 року.

## Досягнення
- Чемпіон Чилі (8): 1980, 1982, 1985, 1988, 1992, 2003 А, 2003 К, 2004 К
- Володар кубка Чилі (1): 1986